# Ekila Liyonda
Adrienne Ekila Liyonda, née le 16 octobre 1948 à Léopoldville et morte le 23 juin 2006 à Bruxelles, est une femme politique congolaise.
Elle a été ambassadrice du Zaïre en Belgique et première femme ministre des Affaires étrangères en république démocratique du Congo (RDC) de 1987 à 1988.

## Biographie

### Jeunesse et formation
Après son certificat d'études primaires, elle poursuit ses études secondaires dans la section des humanités latines du lycée Sainte Marie-Thérèse de Kinshasa. Elle étudie ensuite à la faculté de droit de l'université catholique de Louvain (Belgique), où elle décroche une licence en 1974.

### Carrière
Avant de s'engager dans la politique et la diplomatie, Adrienne Ekila Liyonda a occupé les fonctions suivantes :
De 1974 à 1976 : conseiller juridique à l'Agence Zaïre Presse (AZAP), l'ancêtre de l'actuelle ACP ;
Membre du conseil d'administration de la Société générale de carrières et de minerais (GECAMINES)
Membre de la Commission permanente de réforme du droit zaïrois.
Puis elle sera :
De 1976 à 1981 : conseillère juridique au Bureau du président de la République Mobutu Sese Seko ;
De 1981 à 1985 : elle exerce comme secrétaire générale chargée de la Condition féminine et comme commissaire d'État à la Condition féminine et aux Affaires sociales au sein du Mouvement populaire de la Révolution (MPR),, ;
En 1985 elle est accréditée comme ambassadrice extraordinaire et plénipotentiaire auprès du royaume de Belgique, au royaume des Pays-Bas et du grand-duché du Luxembourg ;
En 1987 : elle entre au gouvernement comme ministre des Affaires étrangères et de la Coopération internationale (première femme congolaise à occuper ce poste). C'est dans ces fonctions qu'elle signe la Charte africaine des droits de l'homme et des peuples,, ;
L'année suivante en 1988 : elle devient ministre de l'Information et de la Presse, poste qu'elle occupe jusqu'en 1990,,.
Durant le conflit de 1994, elle devient membre de l'UDI et est la présidente de la branche fédérale de Kinshasa. Après l'arrivée au pouvoir Laurent-Désiré Kabila et de l'AFDL en mai 1997, elle retourne à vivre en Belgique.

## Mort
Ekila Liyonda meurt à Bruxelles le 23 juin 2006. Elle est enterrée au cimetière de la Gombe (Kinshasa),.